# Liste der Verwalter Grönlands
Der Verwaltung Grönlands standen von der Kolonialisierung durch Dänemark bis zur Einführung der Hjemmestyre im Jahr 1979 Personen mit unterschiedlichen Amtsbezeichnungen vor.
1728 übernahm die dänische Regierung die Verwaltung Grönlands und Claus Paarss wurde zum Gouverneur (guvernør) über Grönland ernannt. Bereits 1731 wurde die Kolonialisierung vorerst abgebrochen. Erst 1782 wurde erneut je ein Verwalter des mittlerweile in die zwei Landesteile Nordgrönland und Südgrönland geteilten Kolonie eingesetzt. Dieser trug den Titel Inspektor (inspektør) und wurde von Den Kongelige Grønlandske Handel (KGH) eingesetzt. Ab 1925 wurde das Amt des Inspektors durch das des Landsfoged (wörtlich „Landesvogt“) ersetzt. Ab dem Zweiten Weltkrieg wurden die beiden Landesteile häufiger in Personalunion verwaltet; ab 1950 wurden beide Landesteile vereinigt und der Landsfoged durch einen Landshøvding (wörtlich „Landeshäuptling“) ersetzt.
In Ostgrönland, das zusammen mit dem Thule-Distrikt lange eine Sonderrolle einnahm, war von 1932 bis 1933 Helge Ingstad Sysselmann des von Norwegen okkupierten Eirik Raudes Land. Als dieses 1933 Dänemark zugeschlagen wurde, wurde Ejnar Mikkelsen zum Inspektor von Ostgrönland ernannt, was er bis 1950 blieb.
Folgende Personen waren bis 1979 Gouverneur, Inspektor, Landsfoged oder Landshøvding von Grönland.

## Gouverneur
| Zeitraum  | Gouverneur              | Anmerkung                                  |
| --------- | ----------------------- | ------------------------------------------ |
| 1728–1731 | Claus Paars (1683–1762) | mit Aufgabe der Kolonialisierung abgezogen |

## Liste der Inspektoren
| Zeitraum  | Inspektor | Anmerkung                                                  |
| --------- | --- | ---------------------------------------------------------- |
| 1782–1786 | Johan Friderich Schwabe (1749–1821) | aus gesundheitlichen Gründen zurückgetreten                |
| 1786–1790 | Jens Clausen Wille (1750–1820) | entlassen                                                  |
| 1790–1797 | Børge Johan Schultz (1764–1826) | aus gesundheitlichen Gründen zurückgetreten                |
| 1797–1801 | Claus Bendeke (1763–1828) | aus gesundheitlichen Gründen zurückgetreten                |
| 1801–1803 | Peter Hanning Motzfeldt (1774–1835) | kommissarisch                                              |
| 1803–1815 | Peter Hanning Motzfeldt (1774–1835) | beurlaubt und zurückgetreten                               |
| 1815–1817 | Frederik Diderik Sechmann Fleischer (1783–1849) | kommissarisch                                              |
| 1817–1824 | Johannes West (1782–1835) | beurlaubt und zurückgetreten                               |
| 1824      | Nicolai Julius Rasmussen (1777–1824) | kommissarisch, im Amt verstorben                           |
| 1825      | Johan Lorentz Mørch (1783–1834) | kommissarisch, vermutlich entlassen                        |
| 1825–1828 | Carl Peter Holbøll (1795–1856) | kommissarisch?, Wechsel nach Südgrönland                   |
| 1828–1843 | Ludvig Fasting (1789–1863) 1831–1832: Johan Christian Geisler (1779–1836) (kommissarisch) 1837–1839: Johan Peter Petersen (1798–1850) (kommissarisch) | aus gesundheitlichen Gründen zurückgetreten                |
| 1843–1844 | Hans Peter Christian Møller (1810–1845) | kommissarisch, aus gesundheitlichen Gründen zurückgetreten |
| 1844–1845 | Hans Mossin Fleischer (1789–1870) | kommissarisch                                              |
| 1845–1846 | Nicolai Zimmer (1810–1894) | kommissarisch                                              |
| 1846–1866 | Christian Søren Marcus Olrik (1815–1870) 1850–1852: Nicolai Zimmer (1810–1894) (kommissarisch) 1858–1859: Nicolai Zimmer (1810–1894) (kommissarisch) 1860–1861: Nicolai Zimmer (1810–1894) (kommissarisch) 1862–1863: Nicolai Zimmer (1810–1894) (kommissarisch) 1864–1865: Nicolai Zimmer (1810–1894) (kommissarisch) | zum Handelsdirektor ernannt                                |
| 1866–1867 | Carl August Ferdinand Bolbroe (1833–1878) | kommissarisch                                              |
| 1867–1872 | Sophus Theodor Krarup Smith (1834–1882) 1870–1871: Carl August Ferdinand Bolbroe (1833–1878) (kommissarisch) | kommissarisch                                              |
| 1872–1882 | Sophus Theodor Krarup Smith (1834–1882) 1875–1876: Carl August Ferdinand Bolbroe (1833–1878) (kommissarisch) | im Amt verstorben                                          |
| 1882–1883 | Hjalmar Knuhtsen (1855–1939) | kommissarisch                                              |
| 1883–1898 | Niels Alfred Andersen (1843–1900) 1888–1889: Hjalmar Knuhtsen (1855–1939) (kommissarisch) | aus gesundheitlichen Gründen zurückgetreten                |
| 1898–1900 | Johan Carl Joensen (1857–1907) | kommissarisch                                              |
| 1900–1912 | Jens Daugaard-Jensen (1871–1938) 1905–1906: ? (kommissarisch) 1906–1907: ? (kommissarisch) 1907–1908: ? (kommissarisch) 1908–1909: ? (kommissarisch) 1909–1910: ? (kommissarisch) 1910–1911: ? (kommissarisch) 1911–1912: ? (kommissarisch)                                                                            | zum Verwaltungsdirektor ernannt                            |
| 1912–1913 | Anders Peter Olsen (1862–1938) | kommissarisch                                              |
| 1913–1924 | Harald Lindow (1886–1972) | Inspektorenamt aufgelöst                                   |

| Zeitraum  | Inspektor | Lebensdaten                                                  |
| --------- | --- | ------------------------------------------------------------ |
| 1782–1789 | Bendt Olrik (1749–1793) | entlassen                                                    |
| 1789–1795 | Andreas Molbech Lund (1749–1820) | zurückgetreten                                               |
| 1795–1797 | Claus Bendeke (1763–1828) | Wechsel nach Nordgrönland                                    |
| 1797–1802 | Niels Rosing Bull (1760–1841) | beurlaubt und zurückgetreten                                 |
| 1802–1803 | Marcus Nissen Myhlenphort (1759–1821) | kommissarisch                                                |
| 1803–1821 | Marcus Nissen Myhlenphort (1759–1821) | im Amt verstorben                                            |
| 1821–1823 | Christian Alexander Platou (1779–1827) | kommissarisch                                                |
| 1823      | Arent Christopher Heilmann (1781–1830) | kommissarisch, aus gesundheitlichen Gründen zurückgetreten   |
| 1823–1824 | Christian Alexander Platou (1779–1827) | kommissarisch                                                |
| 1824–1827 | Christian Alexander Platou (1779–1827) | im Amt verstorben                                            |
| 1827–1828 | Ove Valentin Kielsen (1803–1864) | kommissarisch                                                |
| 1828–1856 | Carl Peter Holbøll (1795–1856) 1832–1833: Frederik Lassen (1798–1872) (kommissarisch) 1836–1837: Jørgen Nielsen Møller (1801–1862) (kommissarisch) 1839–1840: Edvard Emil Meyer (1803–1879) (kommissarisch) 1846–1847: Jørgen Nielsen Møller (1801–1862) (kommissarisch) 1848–1849: Holger Biilmann (1797–1864) (kommissarisch) 1850–1851: Edvard Emil Meyer (1803–1879) (kommissarisch) | im Amt verstorben                                            |
| 1856–1857 | Jørgen Nielsen Møller (1801–1862) | kommissarisch                                                |
| 1857–1858 | Hinrich Johannes Rink (1819–1893) | kommissarisch, seit 1857 Inspektor des südlichsten Grönlands |
| 1858–1868 | Hinrich Johannes Rink (1819–1893) | aus gesundheitlichen Gründen zurückgetreten                  |
| 1868–1869 | Albert E. Blichfeldt Høyer (1827–1879) | kommissarisch, aus gesundheitlichen Gründen zurückgetreten   |
| 1870–1871 | Hannes Peter Stephensen (1832–1908) | kommissarisch                                                |
| 1871–1882 | Hannes Peter Stephensen (1832–1908) 1873–1874: Lorentz Frederik Mathiesen (1832–1920) (kommissarisch) | beurlaubt und zurückgetreten                                 |
| 1882–1884 | Frederik Tryde Lassen (1838–1920) | kommissarisch                                                |
| 1884–1890 | Carl Ryberg (1854–1929) 1888–1889: Laurits Hans Christian Bistrup (1850–1914) (kommissarisch) | beurlaubt und zurückgetreten                                 |
| 1890–1891 | Johan Carl Joensen (1857–1907) | kommissarisch, nach Nordgrönland versetzt                    |
| 1891–1892 | Conrad Poul Emil Brummerstedt (1857–1939) | kommissarisch                                                |
| 1892–1897 | Edgar Christian Fencker (1844–1904) 1893–1894: John Christian Gustav Baumann (1863–1938) (kommissarisch) | beurlaubt und zurückgetreten                                 |
| 1897–1898 | Herjulf Carl Georg Jørgensen (1856–1911) | kommissarisch                                                |
| 1898–1899 | Regnar Stephensen (1866–1902) | kommissarisch                                                |
| 1899–1902 | Regnar Stephensen (1866–1902) | im Amt verstorben                                            |
| 1902–1903 | Oscar Peter Cornelius Kock (1860–1937) | kommissarisch                                                |
| 1903–1914 | Ole Bendixen (1869–1958) 1906–1907: Laurits Hans Christian Bistrup (1850–1914) (kommissarisch) 1907–1908: Laurits Hans Christian Bistrup (1850–1914) (kommissarisch) 1913–1914: Oluf Hastrup (1875–1933) (kommissarisch) | beurlaubt und zurückgetreten                                 |
| 1914–1915 | Oluf Hastrup (1875–1933) | kommissarisch                                                |
| 1915–1923 | Carl Frederik Harries (1872–1938) | zurückgetreten                                               |
| 1924      | Christian Simony (1881–1961) | kommissarisch                                                |
| 1924      | Knud Oldendow (1892–1975) | Inspektorenamt aufgelöst                                     |

## Liste der Landsfogeder
| Zeitraum  | Landsfoged | Anmerkung            |
| --------- | --- | -------------------- |
| 1925–1939 | Philip Rosendahl (1893–1974) 1928–1929: Jørgen Berthelsen (1895–1989) (kommissarisch) 1932–1933: Eske Brun (1904–1987) (kommissarisch) 1935–1936: Eske Brun (1904–1987) (kommissarisch) | zum Bürochef ernannt |
| 1939–1945 | Eske Brun (1904–1987) | zurückgetreten       |
| 1945–1947 | Carl Frederik Bistrup Simony (1909–1983) | kommissarisch        |
| 1947–1950 | Niels Otto Christensen (1917–2003) | kommissarisch        |

| Zeitraum  | Landsfoged                                                                              | Anmerkung                         |
| --------- | --------------------------------------------------------------------------------------- | --------------------------------- |
| 1925–1931 | Knud Oldendow (1892–1975) 1929–1930: Frederik Albert Madsen (1894–1971) (kommissarisch) | zum Bürochef ernannt              |
| 1932–1941 | Aksel Svane (1898–1991) 1934–1935: Eske Brun (1904–1987) (kommissarisch)                | kriegsbedingt in die USA verreist |
| 1941–1945 | Eske Brun (1904–1987)                                                                   | kommissarisch                     |
| 1945–1950 | Carl Frederik Bistrup Simony (1909–1983)                                                |                                   |

## Liste der Landshøvdinge
| Zeitraum  | Landshøvding                                                                                  | Anmerkung |
| --------- | --------------------------------------------------------------------------------------------- | --------- |
| 1951–1960 | Poul Hugo Lundsteen (1910–1988) 1955–1956: Niels Otto Christensen (1917–2003) (kommissarisch) |           |
| 1960–1963 | Finn Nielsen (1913–1995)                                                                      |           |
| 1963–1972 | Niels Otto Christensen (1917–2003)                                                            |           |
| 1973–1979 | Hans J. Lassen (1926–2011)                                                                    |           |